# Cyclocross-Weltmeisterschaften 1999
Die Cyclocross-Weltmeisterschaften 1999 fanden am 30. und 31. Januar im slowakischen Poprad statt. Es handelte sich um die 50. Austragung der Meisterschaften, und erstmals gingen Medaillen an eine außereuropäische Nation: Die Vereinigten Staaten gewannen im Junioren-Rennen und holten den dritten Platz in der U23. Schauplatz des Rennens war ein Gelände bei Spišská Teplica.

## Ergebnisse

### Elite
| Platz | Land        | Sportler           |
| ----- | ----------- | ------------------ |
| 1     | Belgien     | Mario De Clercq    |
| 2     | Belgien     | Erwin Vervecken    |
| 3     | Niederlande | Adrie van der Poel |

### Junioren
| Platz | Land               | Sportler            |
| ----- | ------------------ | ------------------- |
| 1     | Vereinigte Staaten | Matthew Kelly       |
| 2     | Belgien            | Sven Vanthourenhout |
| 3     | Niederlande        | Thijs Verhagen      |

### U 23
| Platz | Land               | Sportler      |
| ----- | ------------------ | ------------- |
| 1     | Belgien            | Bart Wellens  |
| 2     | Belgien            | Tom Vannoppen |
| 3     | Vereinigte Staaten | Tim Johnson   |